# Phare de Grasøyane
Le phare de Grasøyane (en norvégien : Grasøyane fyr)  est un phare côtier de la commune de Ulstein, dans le Comté de Møre og Romsdal (Norvège). Il est géré par l'administration côtière norvégienne (en norvégien : Kystverket).
Le phare est classé patrimoine culturel par le Riksantikvaren depuis 2000.

## Histoire
Le phare se trouve sur la petite île de Grasøya, à environ 5,5 kilomètres au nord-ouest de l'île de Hareidlandet, sur laquelle se trouve la municipalité d'Ulstein, et à 9,1 kilomètres à l'est du phare de Runde. Il a été mis en service en 1886. Il a été endommagé durant la Seconde Guerre mondiale, reconstruit en 1950 et automatisé en 1986 à l'occasion de son 100e anniversaire. C'était la dernière tour de fonte construite en Norvège (et peut-être la dernière partout).

## Description
Le phare  est une tour cylindrique en fonte de 20,5 mètres de haut, avec une galerie et lanterne. La tour est peinte en rouge avec une bande blanche. Son Feu à occultations émet, à une hauteur focale de 29 mètres, deux groupes d'éclat blanc, rouge et vert selon différents secteurs toutes les 8 secondes. Sa portée nominale est de 12.6 milles nautiques (environ 23 km) pour le feu blanc.
Identifiant : ARLHS : NOR-103 ; NF-3276 - Amirauté : L0712 - NGA : 6036 .
|                      |
| Le phare (1890-1900) |

|          |
| Le phare |

### Lien connexe
- Liste des phares de Norvège